# U・La・Ra
『U・La・Ra』（うらら）は、野川さくらの2枚目のアルバム。

## 解説
発売日である3月1日は野川の誕生日で、それに合わせて発売された。
「卒業アルバムの中の無傷な夢」は影山ヒロノブがセルフカバーしている（アルバム『30years3ounce』（2007年）収録の「卒業アルバムの中の無傷な夢 〜返信〜」）。また「サイケデリック☆55」も同じく影山がセルフカバーしている（アルバム『Cold Rain』（2005年）収録の「Riding on a Time machine〜サイケデリック☆55」）。
「空想パイロット」プロモーションビデオとアルバムヒストリーを収録したDVD付き。

## 収録曲
1. 卒業アルバムの中の無傷な夢
  - 作詞：野川さくら・影山ヒロノブ / 作曲：影山ヒロノブ / 編曲：須藤賢一
2. Snow to Spring
  - 作詞：野川さくら・影山ヒロノブ / 作曲：影山ヒロノブ、編曲：須藤賢一
3. 空想パイロット
  - 作詞：尾崎雪絵 / 作曲：須藤賢一・影山ヒロノブ / 編曲：須藤賢一
4. SAKURAマジック〜しあわせになろう〜
  - 作詞：野川さくら / 作曲：影山ヒロノブ /  編曲：須藤賢一
5. 言えないけど…大好き
  - 作詞：尾崎雪絵 / 作曲：影山ヒロノブ / 編曲：須藤賢一
6. 万里の途
  - 作詞：尾崎雪絵 / 作曲：影山ヒロノブ / 編曲：須藤賢一
7. マシュマロ♪たいむ
  - 作詞：野川さくら / 作曲：影山ヒロノブ /  編曲：須藤賢一
  - ラジオ番組『野川さくらのマシュマロ♪たいむ』テーマソング
8. サイケデリック☆55
  - 作詞：尾崎雪絵 / 作曲：影山ヒロノブ / 編曲：須藤賢一
9. So Sweet
  - 作詞：野川さくら・影山ヒロノブ / 作曲：影山ヒロノブ / 編曲：須藤賢一
10. 愛の嵐
  - 歌：野川さくら＆影山ヒロノブ
  - 作詞・作曲：影山ヒロノブ / 編曲：須藤賢一
11. Hello my love
  - 作詞・作曲：影山ヒロノブ / 編曲：須藤賢一
12. にゃんきゅ〜♪
  - 作詞：野川さくら・影山ヒロノブ / 作曲：影山ヒロノブ / 編曲：須藤賢一
13. Happy Merry Cherry Blossoms
  - 作詞：尾崎雪絵 / 作曲：影山ヒロノブ / 編曲：須藤賢一
14. U・La・Ra〜宴〜
  - 作詞・作曲・編曲：さくら組（影山ヒロノブ・きただにひろし）with さくら組